# Sonora-Wüste

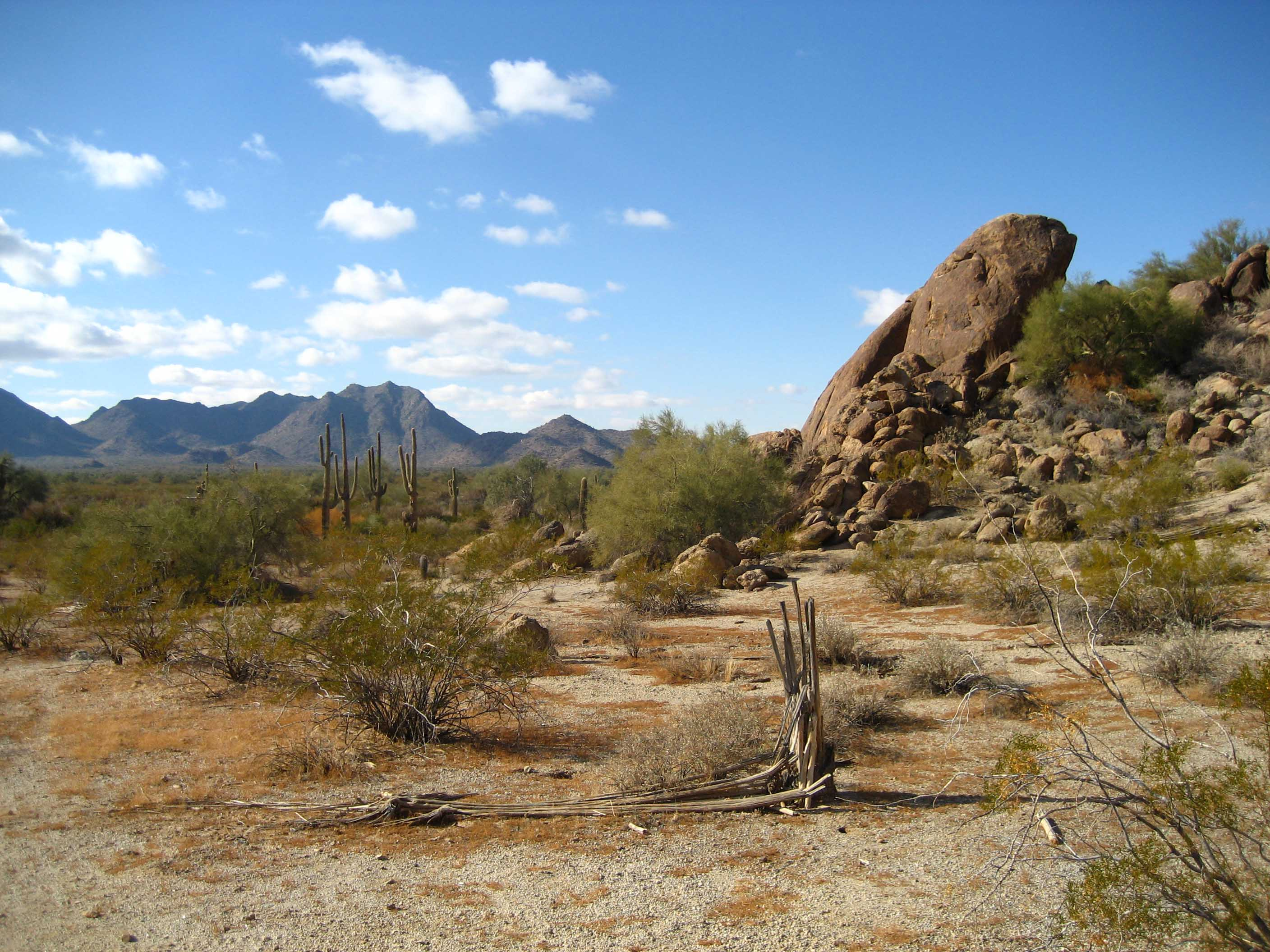
Sonora-Wüste

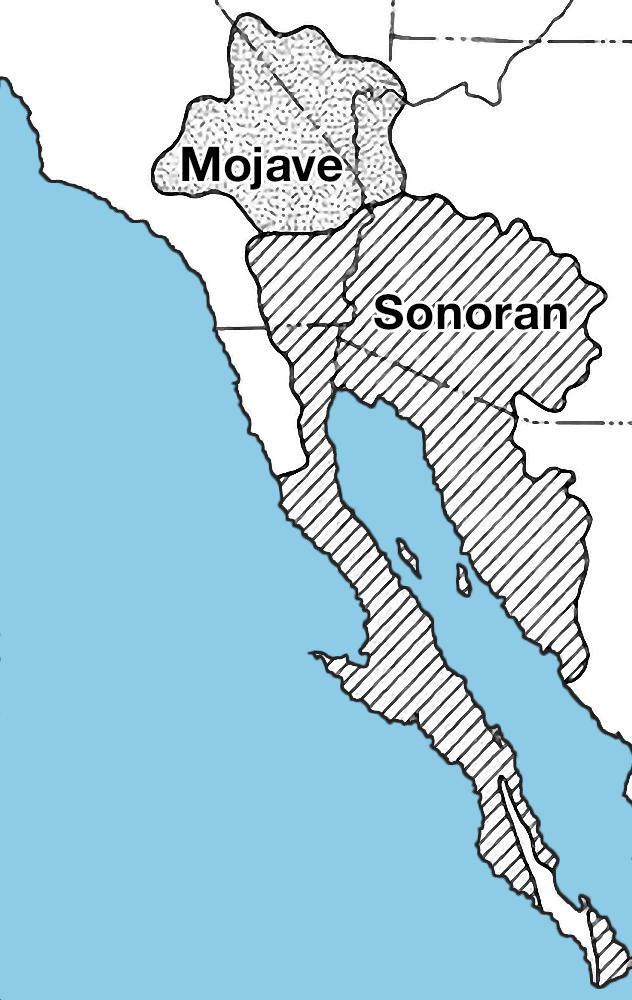
Lage der Sonora-Wüste und der angrenzenden Mojave-Wüste in Mexiko und den USA

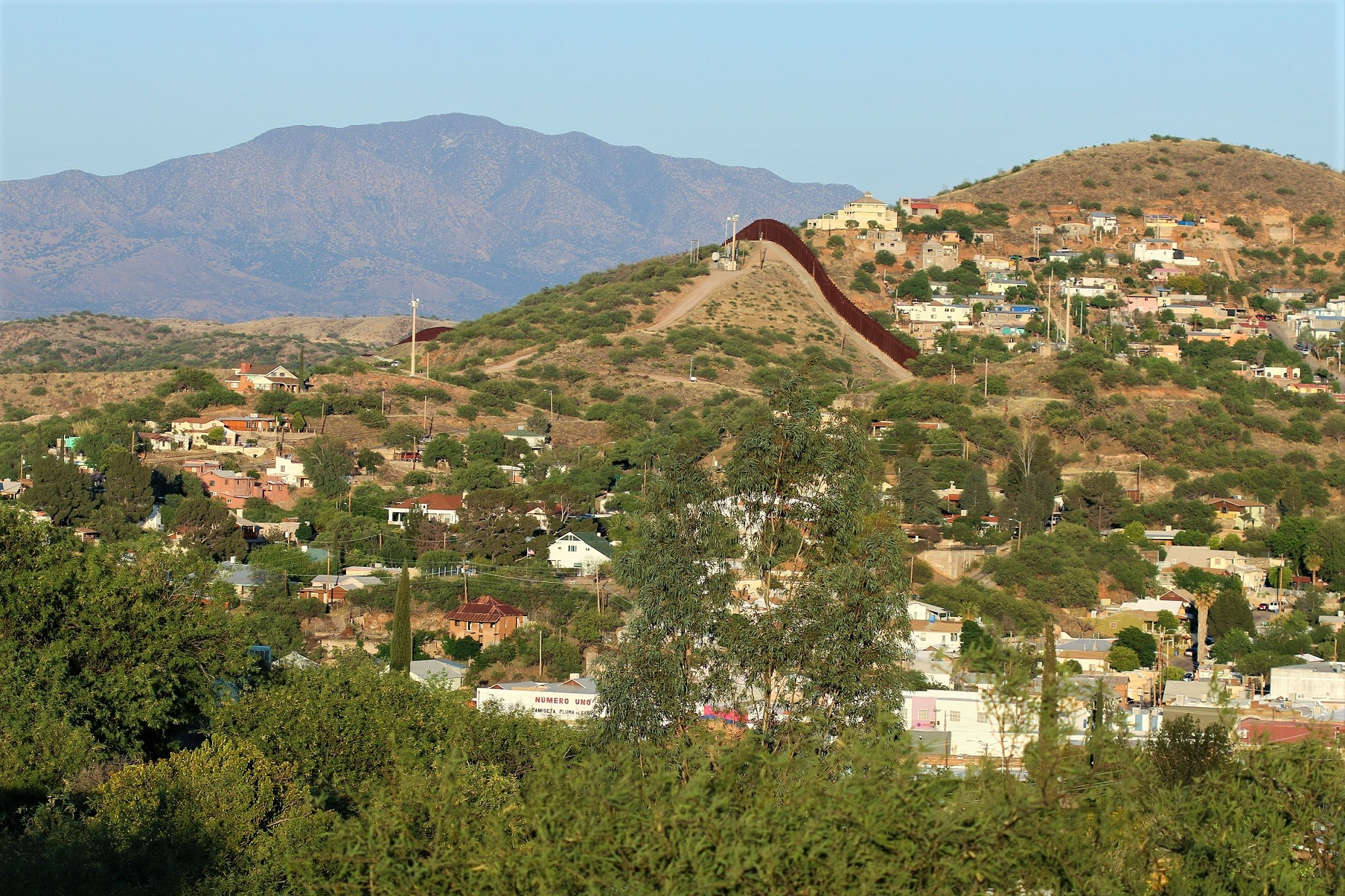
Sonora-Wüste bei der Grenzstadt Nogales

Die Sonora-Wüste ist mit einer Fläche von ca. 320.000 km² eine der größten und gleichzeitig eine der vielseitigsten und artenreichsten Wüsten- oder Halbwüstenregionen der Welt. Geologisch gehört sie zur Basin and Range Province.

## Städte und Flüsse
Die Sonora-Wüste ist nur dünn besiedelt: größte Städte auf mexikanischer Seite sind Mexicali, Nogales und Hermosillo; im US-Bundesstaat Arizona befindet sich ebenfalls eine Stadt mit Namen Nogales sowie das am Nordrand der Wüste gelegene Tucson. Auf mexikanischer Seite entspringen der Río Sonora und der Río San Miguel; beide fließen nach Süden. Ihr Wasser versickert jedoch an vielen Stellen im Erdreich.

## Lage und Klima
Die Sonora-Wüste bestimmt Mexiko einen großen Teil des gleichnamigen mexikanischen Bundesstaates Sonora, des östlichen Küstengebiets von Niederkalifornien sowie in den nördlich angrenzenden USA den südwestlichen Teil des Bundesstaates Arizona und den südöstlichen Teil des Bundesstaates Kalifornien. In Kalifornien wird sie auch Low Desert genannt, um sie von der höher gelegenen, im Norden angrenzenden Mojave-Wüste abzugrenzen. Im Osten schließt sich die Chihuahua-Wüste an. Von den flachen Küstenregionen im Westen steigt sie nach Osten bis in eine Höhe von 3000 m an, wobei lang gestreckte Bergzüge (ranges) sich mit dazwischenliegenden Becken (basins) abwechseln und in Gebieten ohne Wasserabfluss nach Regenfällen flache Seen (playas) entstehen können, was nach der Verdunstung des Wassers zur Ausbildung von Salzpfannen führt. In Kalifornien, nahe der Grenze zu Arizona, liegt mit den Algodones-Dünen auch eine klassische Sandwüste. In Arizona befindet sich der kleine Höhenzug Picacho Mountains.
Trotz Temperaturen von bis zu 40 °C fallen in der Wüste jährlich zwischen 76 mm und maximal ca. 500 mm Regen. Besonders an der Wüste sind ihre zwei Regenzeiten zwischen Dezember und März und zwischen Juli und September. Damit ist sie die feuchteste Wüste der Welt.

## Fauna und Flora
Die Sonora-Wüste beheimatet unter anderem die großen und streng geschützten Saguaro-Kakteen sowie viele weitere Kakteen-Arten. Sie ist auch Lebensraum für viele Reptilien, z. B. mehrere Klapperschlangenarten, die Gila-Krustenechse, die Kalifornische Gopherschildkröte sowie einen der größten Landmolche, den Tigersalamander. Auch die Vogelspinne Aphonopelma chalcodes, im Englischen „Arizona blond tarantula“ genannt, hat hier ihren Lebensraum. Man findet auch eine außergewöhnliche Dichte verschiedener Vogelarten, z. B. den Wegekuckuck (Roadrunner). Zum Schutz der Artenvielfalt wurden vielfältige Teile der Sonora-Wüste zu Naturschutzgebieten mit unterschiedlichem Schutzstatus erklärt. Andere Teile werden intensiv genutzt, so die südlichen Algodones-Dünen für das Befahren mit Off-Road-Fahrzeugen. Die ausführliche Erstbeschreibung von Fauna, Flora und Lebensweise in der Sonora-Wüste verfasste Ende des 18. Jahrhunderts der deutsche Jesuitenmönch Ignaz Pfefferkorn.

## Bedrohung
Bedroht wird die Sonora-Wüste hauptsächlich durch Vieh- und Landwirtschaft, intensive Grundwasserentnahme, Urbanisierung sowie den Bergbau.

## Migration
Berühmt und berüchtigt ist die Sonora-Wüste als Durchgangsgebiet zahlreicher illegaler Migranten aus Mittelamerika und anderen Ländern; viele von ihnen verdursten oder sterben durch Hitzschlag beim Versuch der Durchquerung.